# Retizafra
Retizafra là một chi ốc biển, là động vật thân mềm chân bụng sống ở biển trong họ Columbellidae.

## Các loài
Các loài trong chi Retizafra gồm có:
- Retizafra fasciata Bozzetti, 2009[2]